# Farstorp, Hässleholms kommun
Farstorp är kyrkbyn i Farstorps socken och en småort i Hässleholms kommun i Skåne län. Från 1990 till 2023 var bebyggelsen av SCB avgränsad till en småort som avregistrerades 2023.
I byn Farstorp, belägen ungefär mitt emellan Bjärnum och Hästveda, finns en mellanstadieskola med cirka 50-60 elever upp till årskurs 6, bank, kyrka, församlingshem och flera olika småföretag.

## Befolkningsutveckling
| Befolkningsutvecklingen i Farstorp 1990–2015 | Befolkningsutvecklingen i Farstorp 1990–2015 | Befolkningsutvecklingen i Farstorp 1990–2015 | Befolkningsutvecklingen i Farstorp 1990–2015 | Befolkningsutvecklingen i Farstorp 1990–2015 |
| -------------------------------------------- | -------------------------------------------- | -------------------------------------------- | -------------------------------------------- | -------------------------------------------- |
|                                              |                                              |                                              |                                              |                                              |
| År                                           |                                              |                                              | Folkmängd                                    | Areal (ha)                                   |
| 1990                                         | 1990                                         |                                              | 55                                           | 13                                           |
| 1995                                         | 1995                                         |                                              | 59                                           | 24                                           |
| 2000                                         | 2000                                         |                                              | 68                                           | 24                                           |
| 2005                                         | 2005                                         |                                              | 68                                           | 26                                           |
| 2010                                         | 2010                                         |                                              | 62                                           | 27                                           |
| 2015                                         | 2015                                         |                                              | 59                                           | 44                                           |
|                                              |                                              |                                              |                                              |                                              |

## Idrott
Farstorps GoIF är en fotbollsklubb bildad 1946 som har ett herrlag som spelar i Division 6 Norra Skåne, ett damlag som spelar i Division 5 Norra Skåne och flera ungdomslag där de allra flesta samarbetar med Hästveda IF.
Det finns även en gymnastikförening i Farstorp.

## Kända personer
- Eagle-Eye Cherry, sångare
- Neneh Cherry, sångerska
- Shanti Roney, skådespelare
- Sonja Stjernquist, sångerska
- Moki Cherry, konstnär